# Кулат Нуну
Кулат Нуну (на латински: Eta Piscium) е най-ярката звезда в съзвездието Риби. Намира се на разстояние от около 294 св г. от Земята и има яркост на греене 3,62. Тя е от спектрален тип G7 III.
Общата ѝ светимост е 316 пъти по-голяма от тази на Слънцето, а температурата на повърхността ѝ е 4930 K. Радиуса на звездата е 26 пъти по-голям от този на Слънцето, а масата ѝ е от 3,5 до 4 пъти тази на Слънцето.
Радиалната ѝ скорост е +14,8 km/s.